# Budapest Grand Prix 2023
Budapest Grand Prix 2023 (tên chính thức là Hungarian Grand Prix) là một giải quần vợt nữ thi đấu trên mặt sân đất nện ngoài trời. Đây là lần thứ 21 giải đấu được tổ chức, và là một phần của WTA 250 trong WTA Tour 2023. Giải đấu diễn ra tại Római Tennis Academy ở Budapest, Hungary, từ ngày 17 đến ngày 23 tháng 7 năm 2023.

## Nội dung đơn

### Hạt giống
| Quốc gia | Tay vợt                   | Xếp hạng† | Hạt giống |
| -------- | ------------------------- | --------- | --------- |
| USA      | Bernarda Pera             | 27        | 1         |
| CHN      | Zhang Shuai               | 38        | 2         |
| ITA      | Camila Giorgi             | 48        | 3         |
| KAZ      | Yulia Putintseva          | 56        | 4         |
| GER      | Tatjana Maria             | 62        | 5         |
|          | Elina Avanesyan           | 68        | 6         |
|          | Kamilla Rakhimova         | 72        | 7         |
| SVK      | Anna Karolína Schmiedlová | 77        | 8         |
| ARG      | Nadia Podoroska           | 80        | 9         |

† Bảng xếp hạng vào ngày 3 tháng 7 năm 2023

### Vận động viên khác
Đặc cách:
- Fanny Stollár
- Natália Szabanin
- Amarissa Tóth

Bảo toàn thứ hạng:
- Kristína Kučová
- Evgeniya Rodina

Vượt qua vòng loại:
- Irene Burillo Escorihuela
- Louisa Chirico
- Kaja Juvan
- Astra Sharma
- Anna Sisková
- Kateryna Volodko

Thua cuộc may mắn:
- Valentini Grammatikopoulou
- Maria Timofeeva

### Rút lui
- Sorana Cîrstea → thay thế bởi  Tamara Korpatsch
- Camila Giorgi → thay thế bởi  Valentini Grammatikopoulou
- Anna Kalinskaya → thay thế bởi  Carole Monnet
- Kaia Kanepi → thay thế bởi  Polina Kudermetova
- Tereza Martincová → thay thế bởi  Maria Timofeeva
- Anastasia Potapova → thay thế bởi  Rebecca Šramková
- Viktoriya Tomova → thay thế bởi  Storm Hunter
- Taylor Townsend → thay thế bởi  Tímea Babos

## Nội dung đôi

### Hạt giống
| Quốc gia | Tay vợt        | Quốc gia | Tay vợt            | Xếp hạng† | Hạt giống |
| -------- | -------------- | -------- | ------------------ | --------- | --------- |
| KAZ      | Anna Danilina  | NOR      | Ulrikke Eikeri     | 68        | 1         |
| HUN      | Anna Bondár    | CHN      | Zhang Shuai        | 86        | 2         |
| HUN      | Tímea Babos    |          | Alexandra Panova   | 130       | 3         |
| USA      | Angela Kulikov | USA      | Sabrina Santamaria | 130       | 4         |

† Bảng xếp hạng vào ngày 3 tháng 7 năm 2023

### Vận động viên khác
Đặc cách:
- Adrienn Nagy /  Amarissa Tóth
- Rebeka Stolmár /  Natália Szabanin

## Nhà vô địch

### Đơn
- Maria Timofeeva đánh bại  Kateryna Baindl, 6–3, 3–6, 6–0

### Đôi
- Katarzyna Piter /  Fanny Stollár đánh bại  Jessie Aney /  Anna Sisková, 6–2, 4–6, [10–4]